# Profsojuznaja (stacja szybkiego tramwaju)
Profsojuznaja – podziemna stacja linii ST2 szybkiego tramwaju w Wołgogradzie, w Rosji. Położona jest między stacjami Pionierskaja i TJuZ, na terenie rejonu Woroszyłowskiego.
Stację Profsojuznaja oddano do użytku 1 grudnia 2011 r. Jej nazwa pochodzi od pobliskiej ulicy Profsojuznej.

## Konstrukcja
Na głębokości 14 metrów pod ziemią znajdują się dwa tory tramwajowe rozdzielone peronem wyspowym. Dostęp do peronu umożliwiają schody ruchome. Hol stacji połączony jest przejściem podziemnym z wyjściami w kierunku woroszyłowskiego centrum handlowego, kinoteatru „Kinomaks” i restauracji McDonald’s.
Stacja jest dwupoziomowa, przy czym z części jej przestrzeni wydzielono antresolę. Z antresoli prowadzą wejścia do pomieszczeń służbowych przeznaczonych dla pracowników szybkiego tramwaju.

## Galeria

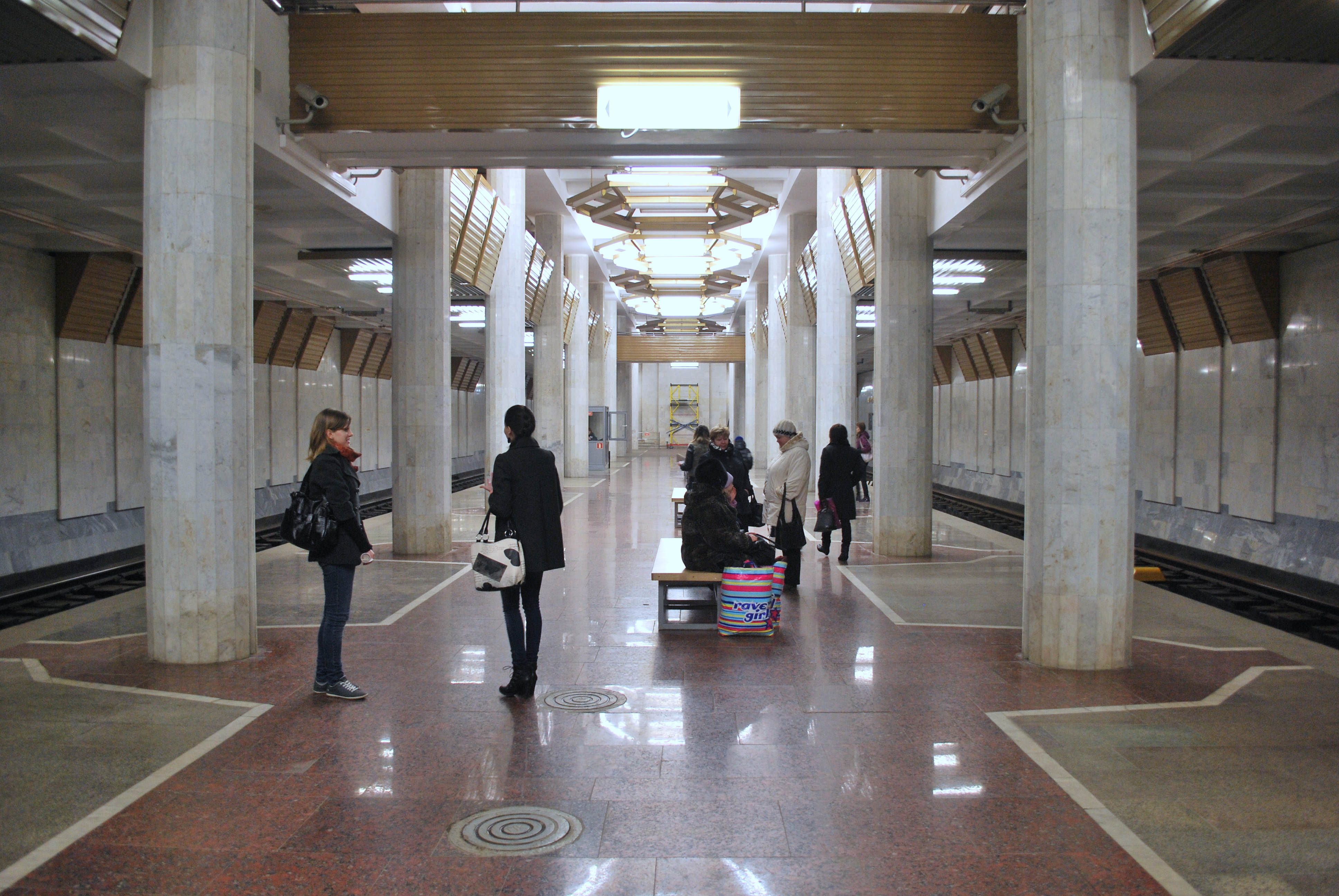
Widok ogólny
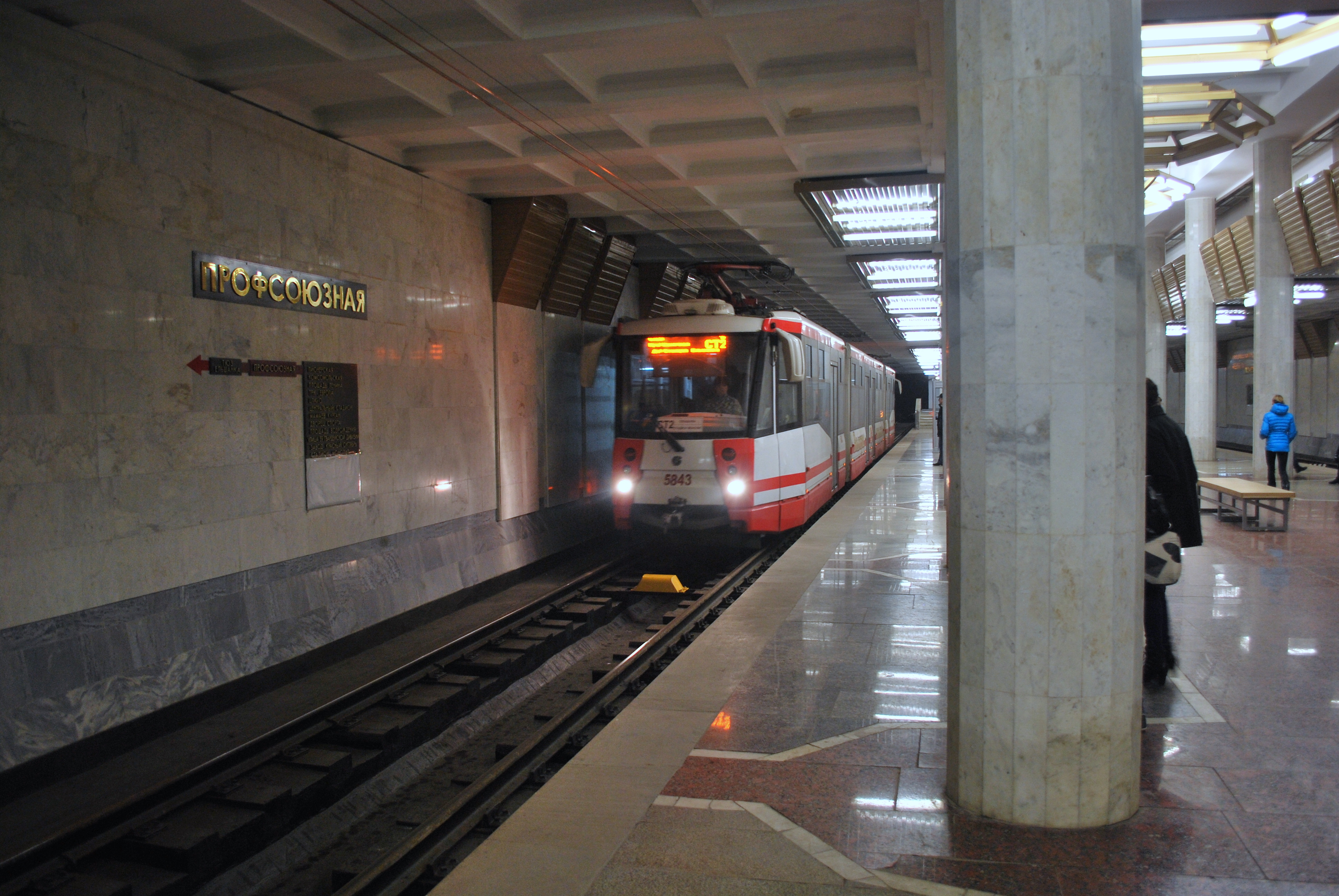
LWS-2009 na stacji
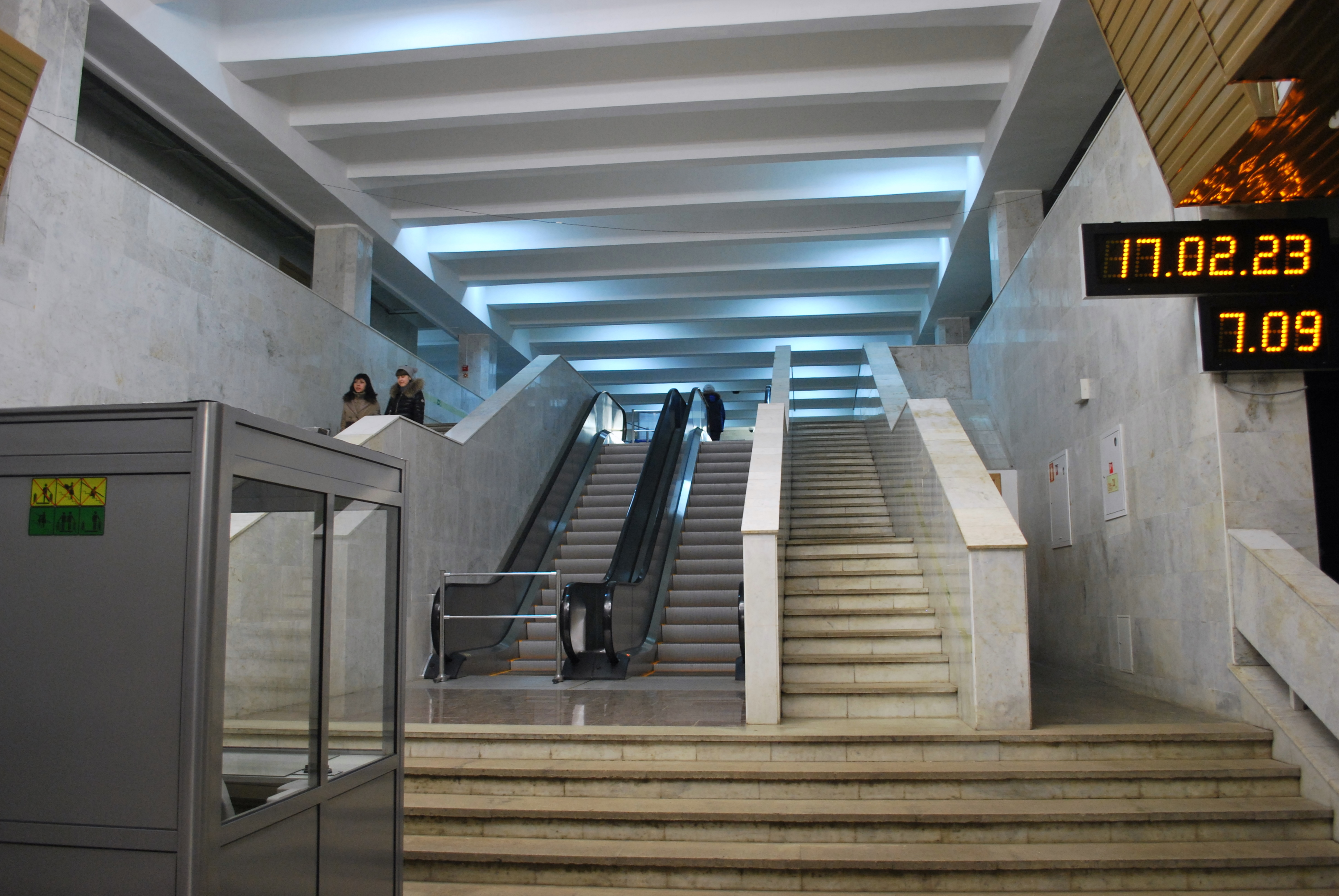
Schody ruchome